# Oda (familie)

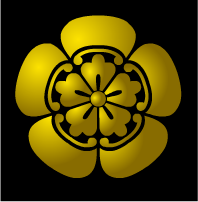
Het wapen (Mon) van de Oda-clan

De Oda-clan (Japans:織田氏, Oda-shi) was een familie van Japanse daimyo die een belangrijke politieke betekenis kreeg bij de vereniging van Japan in het midden van de 16de eeuw. De familie beleefde haar hoogtepunt onder Oda Nobunaga, maar wist de macht niet lang te behouden. Verschillende afdelingen van de familie wisten de titel van daimyo te behouden tot aan de Meiji-restauratie.

## Geschiedenis

### Oorsprong
Ten tijde van Nobunaga, beweerde de Oda-clan een aftakking te zijn van de Taira-clan, via Taira no Chikazane, een kleinzoon van Taira no Shigemori (1138-1179).
Taira no Chikazane vestigde zich in Oda (in de provincie Echizen) en nam de naam over. Zijn afstammelingen, belangrijke vazallen van de (Seiwa Genji) Shiba-clan (beroemde krijgers uit de Minamoto-clan), goeverneuren (shugo) van Echizen, Owari en andere provincies, volgden Chikazane naar Owari en kregen kasteel Inuyama in 1435. Dit kasteel werd rond 1435 gebouwd door Shiba Yoshitake, die het aan de Oda-familie toevertrouwde. De Oda dienden reeds enkele generaties onder-gouverneur (shugodai).
Een andere bekende kasteel van de Oda is kasteel Kiyosu. Het werd gebouwd tussen 1394 en 1427 door Shiba Yoshishige, die het kasteel toevertrouwde aan de Oda-clan, en Oda Toshisada benoemde tot onder-gouverneur van de provincie. Toshisada had vier zonen. De vierde zoon, Nobusada, die in kasteel Katsubata woonde, was de vader van Nobuhide en de grootvader van Oda Nobunaga.

### Onafhankelijkheid
In 1452, na de dood van Shiba Yoshitake, weigerden de vazallen van de Shiba-clan, waaronder de Oda-clan in Owari en de Asakura-clan in Echizen, de opvolger, Shiba Yoshitoshi (1430–1490), te erkennen, en steunden Shiba Yoshikado (gestorven in ca. 1480). De lokale heersers begonnen de grote domeinen die aan hen waren toevertrouwd te verdelen en werden langzaamaan onafhankelijk. In 1475 hadden de Oda het grootste deel van de provincie Owari in handen. De Shiba bleven proberen de controle over de provincie terug te krijgen, tot Shiba Yoshikane (1540–1600) gedwongen werd Owari te verlaten.

### Begin van de verspreiding van de clanmacht
In het begin van de 16de eeuw was de Oda-Clan nog steeds verdeeld in deze twee verschillende takken. In de zwakste tak van de clan, de Kiyosu Oda, werd in het jaar 1510 Oda Nobuhide, zoon van Oda Nobusada geboren. Hij werd na zijn vader clanhoofd van de Kiyosu Oda.
In 1534 werd Oda Nobunaga geboren. Hoewel hij de tweede zoon van Nobuhide was werd hij beschouwd als wettige erfgenaam. Zijn oudere broer, Oda Nobuhiro was niet in staat om clanhoofd te worden en werd als buitenechtelijk kind opgevoed waardoor Nobunaga later het nieuwe clanhoofd zou worden.
In de jaren 1540 bedwong Oda Nobuhide, Yamato no Kami Michikatsu en werd hierdoor Sengoku Daimyō met regionale ambities. In 1541 ging Oda Nobunaga voor het eerst, onder leiding van Nobuhide, in oorlog tegen de Matsudaira-clan uit de provincie van Mikawa. Zo nam Nobuhide de controle over het kasteel van Anjō. Oda Nobuhide stierf door een ziekte in 1551 in het Kasteel van Suemori in de Owari provincie. Na zijn dood rezen er twijfels op over wie de legitieme erfgenaam zou zijn. Aangezien Oda Nobuhiro als buitenechtelijk kind werd gezien, greep Nobunaga zijn kans en werd in 1553 erkend als legitieme erfgenaam van Nobuhide.

### Nobunaga's bewind

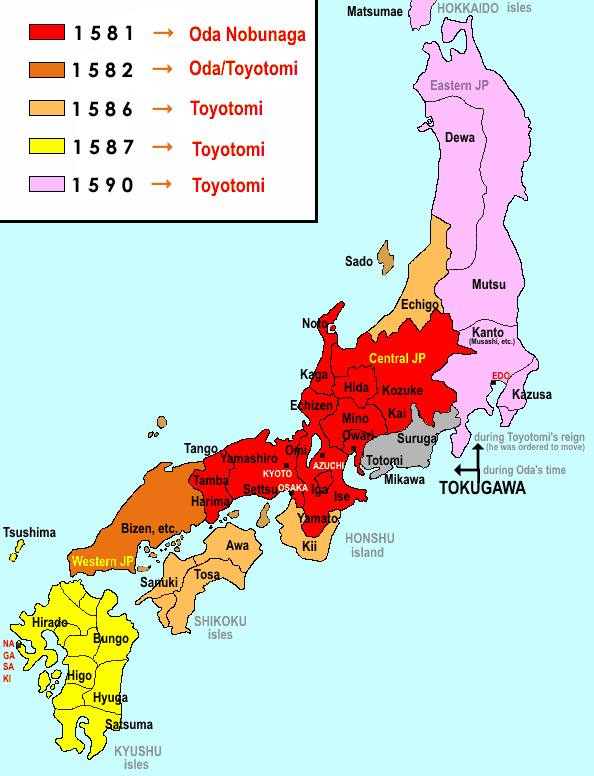
Provinciën die door de Oda-clan en Oda Nubunaga werden veroverd

Zodra Oda Nobunaga aan de macht kwam daagde hij de Iwakura tak van de Oda-clan uit om volledige controle te verkrijgen in de provincie van Owari. Hier begon Nobunaga onredelijk en onbetamelijk te worden waardoor Hirate Masahide, een dienaar van de Oda-clan zelfmoord pleegde. Later werd er door Nobunaga een tempel in zijn naam gebouwd, gekend als het Seishu-ji of Masahide-ji. Een jaar nadat Nobunaga de clan in handen had genomen werd Shiba Yoshimune, de Shugo van Owari, gedood in het kasteel van Kiyosu door Oda Nobutomo. Hij was van de Iwakura Oda en deed dit om Nobunaga te steunen. Hierbij gaf hij het veroverde kasteel aan Nobunaga.
In 1556 probeerde Oda Nobuyuki, een van de jongere broers van Oda Nobunaga, de controle over de familie over te nemen met behulp van Shibata Katsuie en Hayashi Hidesada. Hij werd echter verslagen door de volgelingen van Nobunaga maar kreeg toch gratie van zijn broer voor zijn daden van rebellie. In 1557 nam Nobunaga het kasteel van Iwakura in en beveiligde zo het grootste deel van de provincie van Owari. Maar hij werd uitgedaagd binnen zijn familie. Zo ging Oda Nobuhiro zich alliëren met Saito Yoshitatsu van de provincie Mino. Yoshitatsu was al een jaar vervolgd door Nobunaga voor het doden van Saito Dosan, de vader van Yoshitatsu. Nobunaga ondervond nog eens de plannen van het complot maar vergaf ook hem. Ondertussen was Nobuyuki weer begonnen met een samenzwering tegen Nobunaga. Dit mislukte nogmaals en deze keer werd hij gedood door Nobunaga zelf. In datzelfde jaar werd Oda Nobutada, Nobunaga's eerste zoon, geboren.
Imagawa Yoshimoto ging in 1560 op campagne tegen Kyoto. Hij zou hierdoor de provincie van Owari binnen treden en met behulp van de Matsudaira de forten van Marume en Washizu veroveren. Nobunaga vertrok meteen van Kiyosu om ze tegen te houden. Ondanks een zeer groot numeriek nadeel won Nobunaga op het slagveld. Hierna begon hij een geheime alliantie met Matsudaira Motoyasu van de provincie van Mikawa. Een jaar later stierf Saito Yoshitatsu waardoor Nobunaga de kans greep om de provincie van Mino te veroveren. De hierop volgende jaren probeerde hij de Saito-clan uit te schakelen.
Tegen 1568 was de Saito-clan uitgeschakeld en de provincie van Mino in handen van Nobunaga. Hij vestigde zich in Inabayama, die hij Gifu hernoemde. Zijn interesse in de provincie van Ise vergrootte en hij liet zijn zoon, Oda Nobutaka, trouwen met Kanbe Tomomori van het oosten van Ise. Nobutaka zou later aan het hoofd van de Kanbe familie komen. Een jaar later ging hij op veldtocht tegen de Kitabatake-clan om zijn macht over Ise te vergroten. Deze werd gewonnen bij de Slag om het kasteel van Anotsu.
Vanaf 1570 ontstonden heel wat opstanden tegen Nobunaga omdat hij tegen de Shōgun, Ashikaga Yoshiaki, inging. Zo ontstonden er conflicten tegen de Asukara en de Asai die zich samen verenigden tegen de Oda-clan. Twee jaar later was het conflict nog niet opgelost en had de Oda-clan een deel van de provinciën van Ise en Omi verloren. Desondanks stuurde hij Tokugawa Ieyasu (Matsudaira Motoyasu) op veldtocht tegen de Takeda-clan waardoor de Takeda-clan het kasteel van Iwamura in Mino overnam en de vijfde zoon van Nobunaga tot gevangene maakte.
In 1573 maakte de Oda-clan een einde aan het Ashikaga Shogunaat en schakelde snel hierna de Asai en de Asakura-clan uit. Toch waren alle rivalen van de Oda-clan nog niet verdwenen: de Takeda-clan en de Nagashima-Ikko bleven de Oda aanvallen. Dit leidde in 1574 naar een slachting van 20000 mannen, vrouwen en kinderen in Nagashima door de Oda-clan.
In mei 1575 viel de Takeda-clan het domein van de Tokugawa binnen en deed een beleg op het kasteel van Nagashino. De Oda-clan, geleid door Nobunaga, ging de Tokugawa-clan helpen waardoor er gezamenlijk 35000 soldaten tegenover de 13000 van de Takeda-clan op het slagveld stonden. Dit resulteerde in een grote overwinning voor de Oda en de Tokugawa. Hiernaast waren de Ikkô (boerenopstanden tegen de Daimyou, tijdens de 15e en 16 eeuw) van de provincie van Echizen storend voor de Oda-clan, maar dit werd voor het einde van het jaar grotendeels stopgezet.
De Oda-clan ging in 1577 in oorlog tegen de Hatano-clan uit Tamba en tegen de Ishikki clan uit Tajima omdat ze beide Ashikaga Yoshiaki steunden tegen de Oda-clan. Ondertussen verenigde Bessho Nagaharu zich met de Oda-clan en Hashiba Hideyoshi hielp de Oda door de Chūgoku regio te gaan. In Hokuriku ging een vroegere bondgenoot van de Oda, Uesugi Kenshin van Echigo, nu in opstand tegen Nobunaga. Dit gebeurde omdat, volgens Kenshin, de Oda een inbreuk deden op zijn invloedssfeer. Hij versloeg de Oda bij de Tendorigawa in Kaga. Zijn daden inspireerde de rebellen van Matsunaga Hisahide in de Yamato provinciën om tegen de Oda-clan in te gaan. Het kasteel van Hisahide werd echter door Oda Nobutada en Tsutsui Junkei aangevallen waardoor hij uiteindelijk zelfmoord pleegde bij het verliezen.
In 1578 werd het kasteel van Azuchi, in de provincie Omi, de hoofdstad van de Oda-clan. Datzelfde jaar werd de Mori-clan verslagen bij de tweede Slag bij Kizugawaguchi. Uesugi Kenshin, Araki Murashige, heer van het kasteel Itami in Settsu, en de Bessho-clan kwamen allemaal in opstand tegen de Oda-clan. De Bessho-clan werd door Hideyoshi onder de leiding van Oda Nobutada aangevallen. Kenshin stierf door een ziekte voor hij de provincie van Kaga kon innemen waardoor er een burgeroorlog ontstond tussen de clan leden. De Uesugi-clan was wel geen probleem meer voor de Oda.
Door het verliezen van twee belangrijke bondgenoten die de Oda-clan steunden verliet Araki Murashige zijn kasteel van Itami in 1579 om in het Westen te verdwijnen. Oda Nobuo viel op eigen initiatief de provincie van Iga binnen waarvoor hij berispt werd door zijn vader, Nobunaga. Ook Tokugawa Nobuyasu, zoon van Tokugawa Ieyasu, werd ervan verdacht de Oda-clan te verraden. Nobunaga verplichtte hem om zelfmoord te plegen.
Tegen 1581 wees Nobunaga een aantal van zijn bondgenoten af, zoals Sakuma Nobumori, Inaba Ittetsu en Hayashi Hidesada. Tegelijkertijd nam Hideyoshi controle over het kasteel van Miki, en maakte van de Ukita-clan uit Bizen een bondgenoot voor de Oda-clan ten nadele van de Mori-clan. Ook de macht van de Kaga Ikko werd verbroken waarna de Oda-clan geen druk meer kon zetten op de provincies van Etchū en Noto, toen onder controle van de Uesugi-clan. Het lukte de Oda om Noto over te nemen maar het grootste deel van Etchū bleef in handen van de Uesugi maar Nobunaga had echter de provincie van Iga aangevallen en kon daar alle weerstand verslagen.
In 1582 nam de Oda-clan het kasteel van Ūzu in Etchū. Dit was een zeer groot verlies voor de Uesugi en dit zette de provincie van Echigo open voor invasie. In mei coördineerde Nobunaga een invasie op het domein van de Takeda met behulp van de Tokugawa en de Hōjō. De meeste overlevenden van de Takeda-clan werden op Nobunaga's bevel gedood. Op zijn terugkomst naar Kyoto plande hij een invasie van het Chosokabe domein op Shikoku. Op 20 juni van dit jaar heeft Akechi Mitsuhide Oda Nobunaga verraden, dit is nu gekend als het Honnō-ji incident. Met Nobunaga stierf ook zijn zoon Oda Katsunaga terwijl Oda Nobutada omsingeld werd in het kasteel van Nijō en daar zelfmoord pleegde. De Hōjō-clan nam deze opportuniteit om de Oda-clan uit Kozuke te jagen, terwijl het leger van de Oda zijn vooruitgang in Etchū stopzette. In de provincie van Kai ontstond er een rebellie waarbij de gouverneur van de Oda-clan, Kawajiri Hidekane, tijdens zijn vlucht werd gedood. Zo begon het verlies van de macht van de Oda-clan.

### Na Nobunaga's dood
Na de dood van Oda Nobunaga en zijn eerste zoon Nobutada, heer van Gifu, in het Honnō-ji incident (1582) nam zijn tweede zoon Nobutaka de regio van Gifu over. Dit deed hij met Shibata Katsuie om te vermijden dat Toyotomi Hideyoshi de macht greep. Uiteindelijk werd Shibata verslagen bij de Slag bij Shizugatake waardoor Nobutaka zijn belangrijkste bondgenoot verloor. Als gevolg werd Nobutaka door zijn broer, Oda Nobukatsu, en Toyotomi Hideyoshi verslagen in 1583. Nobukatsu bleef echter niet langer trouw aan Hideyoshi en voegde zich bij de toekomstige Shōgun, Tokugawa Ieyasu. Hij ging met Ieyasu op veldtocht tegen Hideyoshi in de Komaki Nagakute Veldtocht van 1584. Na een besluiteloze conclusie werd hij Daimyō van Kiyosu (een groot deel van de Owari provincie en delen van Ise).
Er wordt gezegd dat Nobutaka Nobunaga's derde zoon is en Nobukatsu zijn tweede, dit is echter andersom. Ze werden op drie weken interval geboren in 1558 maar Nobutaka was de zoon van een bijvrouw van Nobunaga van lage afkomst. Hierdoor kreeg Nobukatsu voorrang in de genealogie. Echter kon Nobukatsu een hoge plaats verkrijgen bij het keizerlijke hof. Hij werd in 1587 minister van Binnen (Naidaijin 内大臣). Daarentegen werd hij door Hideyoshi onteigend van het land dat hij bezat omdat hij geweigerd had om op veldtocht voor hem te gaan. Deze veldtocht had als doel al het land dat door Ieyasu was achtergelaten in leengoed te herplaatsen. Dit werd de Odawara Veldtocht van 1590.
De zoon van Nobutada, Oda Hidenobu (1580-1605), werd in 1582 heer van Azuchi en erfgenaam van Nobunaga. Dit werd in het Kiyosu Conferentie vastgelegd. Hidenobu werd in 1590 Daimyō van een 135000-koku domein in Gifu. Hij werd in 1595 gedoopt tot christen, en werd een actieve voorstander van het Katholicisme, waardoor heel zijn domein Katholiek moest worden. In het grote conflict van 1600 trok hij op tegen Tokugawa Ieyasu. Hierbij verloor hij zijn kasteel in Gifu door een slag geleid door Fukushima Masanori, een bondgenoot van Ieyasu. Dit gebeurde drie weken voor de Slag bij Sekigahara. Hierbij werd Hidenobu's land onteigend en verviel met hem de hoofdtak van de Oda familie.
Tijdens de Slag bij Sekigahara vocht de jongere broer van Nobunaga, Nagamasu ook gekend als de grote thee-meester Oda Uraku, voor Tokugawa Ieyasu. Deze gaf als dank voor het winnen van de slag een domein van 30000-koku in het gebied van Settsu en Yamato. Zijn afstammelingen waren Daimyō in Yamato tot het einde van de Edo-periode. Nobukatsu kreeg in 1615 een domein van 50000-koku te Matsuyama in Yamato. Dit domein werd twee jaar later met 20000-koku verminderd die overgingen naar Nobukatsu's zoon, Nobuyoshi, te Obata in Kōzuke. Het domein van Matsuyama werd in 1695 omgewisseld voor leengoed door de afstammelingen van Nobukatsu. Hierdoor kregen ze een domein van 20000-koku te Kaibara in de provincie Tamba. Dit domein was dat van Nobunaga's broer, Oda Nobukane (1543-1614), tussen 1598 en 1650 en was in het bezit van de Oda-clan tot de Meiji Restoratie (1868). Een ander deel van de Oda-clan, de Oda van Obata, werd verplaatst naar de provincie Dewa. Vervolgens werd de clan nog twee keren verplaatst, de eerste keer in 1767 naar Takahata en naar Tendō in 1830 waar ze een domein van 20000-koku hadden. Dit duurde voort tot de afschaffing van feodale domeinen in 1871.
Tijdens de regering van daimyo Nobutoshi, waren de Oda van Tendo deel van het pact dat Ōuetsu Reppan Dōmei creëerde.

## Bekende leden

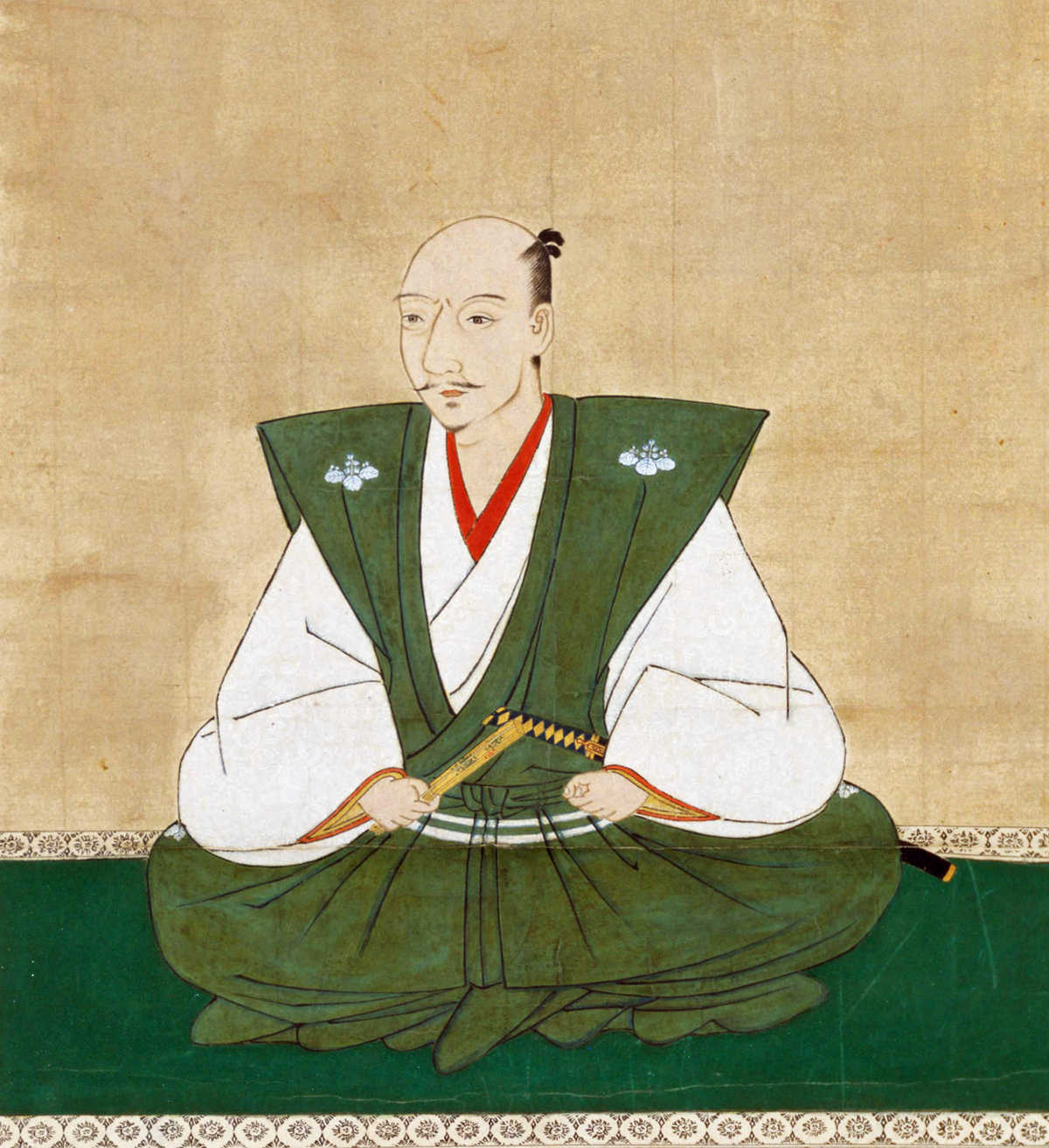
Oda Nobunaga, het bekendste lid van de clan

- Oda Chikazane (ca. 12de eeuw)
- Oda Nobuhide (1510–1551)
- Oda Nobuhiro (gestorven in 1574)
- Oda Nobunaga (1534–1582)
- Oda Nobuyuki (1536–1557)
- Oda Nobukane (1548–1614)
- Oda Nagamasu (1548–1622)
- Oda Nobuharu (1549–1570)
- Oda Nobutsumi (1555–1583)
- Oda Nobutada (1557–1582)
- Oda Nobutaka (1558–1583)
- Oda Nobukatsu (1558–1630)
- Oda Hidekatsu (1567–1593)
- Oda Katsunaga (1568–1582)
- Oda Nobukatsu (1573–1610)
- Oda Hidenobu (1580–1605)
- Oda Nobutoshi (1853–1901)
- Nobunari Oda (geboren in 1987)

## Belangrijke vazalfamilies
- Shibata-clan
- Niwa-clan
- Hashiba-clan
- Akechi-clan
- Sakuma-clan
- Hayashi-clan
- Hirate-clan
- Maeda-clan
- Sassa-clan
- Takigawa-clan
- Tokugawa-clan

## Nobunaga's bekende vazallen
| Provincie Owari - Hirate Masahide - Hayashi Hidesada - Naito Shosuke - Sakuma Nobumori - Murai Sadakatsu - Hasegawa Hidekazu - Niwa Nagahide - Shibata Katsuie - Kawajiri Hidetaka - Sakai Masahisa - Harada Naomasa - Mori Yoshinari - Takigawa Kazumasu - Mizuno Nobumoto - Toyotomi Hideyoshi - Hori Hidemasa - Sassa Narimasa - Maeda Toshiie - Sakuma Morimasa - Yamauchi Katsutoyo - Yanada Masatsuna - Hachisuka Masakatsu - Ota Gyuichi - Iio Sadamune - Ikeda Tsuneoki | Overige - Takenaka Hanbei - Kuroda Yoshitaka - Akechi Mitsuhide - Ujiie Bokuzen - Inaba Yoshimichi - Andō Morinari - Matsunaga Hisahide - Kuki Yoshitaka - Kani Saizo - Sakuma Nobumori - Kanamori Nagachika - Gamō Katahide - Gamō Ujisato - Mori Ranmaru - Asakura Kageakira - Fuwa Mitsuharu - Araki Murashige - Hirate Kiyohide - Hosokawa Fujitaka - Ikeda Nobuteru - Ikoma Ienaga - Maeda Gen'i - Tokugawa Ieyasu | Overige - Murai Sadakatsu - Nakagawa Kiyohide - Takayama Ukon - Tsutsui Junkei - Wada Koremasa - Yamouchi Kazutoyo - Asano Nagamasa - Hachisuka Hikoemon - Ishida Mitsunari - Murai Nagato - Tsutsui Junkei - Kuroda Kanbei - Yamanuchi Katsutoyo - Horio Mosuke - Kitabatake Toshikatsu - Maeno Suemon - Tōdō Takatora - Akada Shigeyoshi - Akada Shigetaka - Aochi Shigetsuna - Atagi Nobuyasu - Cho Tsuratatsu | Overige - Endo Taneshige - Fukutomi Hidekatsu - Goto Takaharu - Hachiya Yoritaka - Hatakeyama Sadamasa - Hayashi Shinjiro - Hirate Norihide - Horiuchi Ujiyoshi - Ikai Nobusada - Inaba Masashige - Kaganoi Shigemochi - Kanemitsu Masayoshi - Kato Yoshiaki - Kawajiri Hidetaka - Kotsokuri Tomomasa - Kyogoku Takatsugu - Maeba Yoshitsugu - Maeda Toshiharu - Maeno Nagayasu - Mikumo Shigemochi |

## Kastelen van de clan

Kasteel Nagoya

Residenties:
1. Kasteel Nagoya
2. Kasteel Kiyosu
3. Kasteel Komakiyama
4. Kasteel Gifu
5. Kasteel Azuchi

Kleinere kastelen
- Kasteel Narumi
- Kasteel Tsu
- Kasteel Iwamura
- Kasteel Nagahama